# Hemerobius melanostictos
Hemerobius melanostictos är en insektsart som beskrevs av Gmelin 1790. Hemerobius melanostictos ingår i släktet Hemerobius och familjen florsländor. Inga underarter finns listade i Catalogue of Life.